# Gyrtona purpurea
Gyrtona purpurea là một loài bướm đêm trong họ Noctuidae.